# 疆南星属
疆南星属（学名：Arum）是天南星科下的一个属，为多年生草本植物。该属共有15种，分布于欧洲、地中海至中亚地区。